# Almont-les-Junies
Almont-les-Junies – miejscowość i gmina we Francji, w regionie Oksytania, w departamencie Aveyron. W 2013 roku populacja gminy wynosiła 498 mieszkańców. Przez teren gminy przepływa rzeka Lot. 